# Sint-Bertinuskerk (Bulskamp)
De Sint-Bertinuskerk is de parochiekerk van de tot de West-Vlaamse gemeente Veurne behorende plaats Bulskamp, gelegen aan de Bulskampstraat.

## Geschiedenis
De eerste romaanse kerk werd in 1297 (Slag bij Bulskamp) door brand verwoest. In de 15e eeuw werd een gotische kerk gebouwd met westtoren. In 1882 brak een brand uit in de kerk, waarbij de toren werd gespaard. Er werd vervolgens een neogotische kerk gebouwd naar ontwerp van Jozef Vinck (1832-1915), welke in 1883 gereed kwam. Tijdens de Tweede Wereldoorlog werd de bakstenen torenspits vernield, welke na de oorlog werd hersteld in oorspronkelijke stijl.

## Gebouw
Het betreft een driebeukige basilicale kerk in gele baksteen, met voorgebouwde westtoren. Het hoofdkoor heeft een driezijdige sluiting en de zijkoren hebben een vlakke sluiting. Bij de grondvesten van de traptoren werd gebruik gemaakt van de ijzerzandsteen welke van de romaanse kerk afkomstig was. De vierkante toren heeft drie geledingen en wordt geschraagd door steunberen. Op de torentrans staan vier hoektorentjes en is de hoge bakstenen spits gebouwd.

## Interieur
De kerk bezit in het stenen hoofdaltaar drie gepolychromeerde stenen beeldengroepen: Aanbidding der Wijzen, Besnijdenis van Jezus en Opdracht van Jezus in de Tempel. Deze stammen uit de 16e eeuw. Het koorgestoelte en de biechtstoelen zijn neogotisch.